# Benzingia reichenbachiana
Benzingia reichenbachiana là một loài thực vật có hoa trong họ Lan. Loài này được (Schltr.) Dressler mô tả khoa học đầu tiên năm 2010.